# Solrød
Solrød este un oraș în Danemarca.